# Moeneeb Josephs
Moeneeb Josephs (Città del Capo, 19 maggio 1980) è un ex calciatore sudafricano, di ruolo portiere.

## Carriera

### Club
Ha iniziato a giocare nelle giovanili del Westdale, per poi passare ai Westridge Rovers e infine alle giovanili dell'Cape Town Spurs.
Nel 2007 è stato aggregato alla prima squadra, prima di passare ai rivali del Ajax Cape Town nel 2009.

### Nazionale
Ha giocato nella nazionale sudafricana.

## Statistiche

### Presenze e reti in nazionale
| Cronologia completa delle presenze e delle reti in nazionale ― Sudafrica | Cronologia completa delle presenze e delle reti in nazionale ― Sudafrica | Cronologia completa delle presenze e delle reti in nazionale ― Sudafrica | Cronologia completa delle presenze e delle reti in nazionale ― Sudafrica | Cronologia completa delle presenze e delle reti in nazionale ― Sudafrica | Cronologia completa delle presenze e delle reti in nazionale ― Sudafrica | Cronologia completa delle presenze e delle reti in nazionale ― Sudafrica | Cronologia completa delle presenze e delle reti in nazionale ― Sudafrica |
| Data                                                                     | Città                                                                    | In casa                                                                  | Risultato                                                                | Ospiti                                                                   | Competizione                                                             | Reti                                                                     | Note                                                                     |
| ------------------------------------------------------------------------ | ------------------------------------------------------------------------ | ------------------------------------------------------------------------ | ------------------------------------------------------------------------ | ------------------------------------------------------------------------ | ------------------------------------------------------------------------ | ------------------------------------------------------------------------ | ------------------------------------------------------------------------ |
| 13-7-2003                                                                | East London                                                              | Sudafrica                                                                | 0 – 1                                                                    | Zimbabwe                                                                 | Coppa COSAFA 2001 - Quarti di finale                                     | -1                                                                       |                                                                          |
| 8-10-2003                                                                | Maseru                                                                   | Lesotho                                                                  | 0 – 3                                                                    | Sudafrica                                                                | Amichevole                                                               | -                                                                        |                                                                          |
| 20-6-2004                                                                | Kumasi                                                                   | Ghana                                                                    | 3 – 0                                                                    | Sudafrica                                                                | Qual. Mondiali 2006                                                      | -3                                                                       |                                                                          |
| 26-5-2007                                                                | Manzini                                                                  | Malawi                                                                   | 0 – 0 dts (4 – 5 dtr)                                                    | Sudafrica                                                                | Coppa COSAFA 2007 - 1º turno                                             | -                                                                        |                                                                          |
| 27-5-2007                                                                | Manzini                                                                  | Sudafrica                                                                | 2 – 0                                                                    | Mauritius                                                                | Coppa COSAFA 2007 - 2º turno                                             | -                                                                        |                                                                          |
| 29-9-2007                                                                | Pretoria                                                                 | Sudafrica                                                                | 1 – 0                                                                    | Botswana                                                                 | Coppa COSAFA 2007 - Semifinale                                           | -                                                                        |                                                                          |
| 24-10-2007                                                               | Bloemfontein                                                             | Sudafrica                                                                | 0 – 0 dts (4 – 3 dtr)                                                    | Zambia                                                                   | Coppa COSAFA 2007 - Finale                                               | -                                                                        |                                                                          |
| 16-1-2008                                                                | Durban                                                                   | Sudafrica                                                                | 2 – 1                                                                    | Botswana                                                                 | Amichevole                                                               | -1                                                                       |                                                                          |
| 23-1-2008                                                                | Tamale                                                                   | Angola                                                                   | 1 – 1                                                                    | Sudafrica                                                                | Coppa d'Africa 2008 - 1º turno                                           | -1                                                                       |                                                                          |
| 27-1-2008                                                                | Tamale                                                                   | Sudafrica                                                                | 1 – 3                                                                    | Tunisia                                                                  | Coppa d'Africa 2008 - 1º turno                                           | -3                                                                       |                                                                          |
| 31-1-2008                                                                | Kumasi                                                                   | Senegal                                                                  | 1 – 1                                                                    | Sudafrica                                                                | Coppa d'Africa 2008 - 1° turno                                           | -1                                                                       |                                                                          |
| 9-9-2008                                                                 | Pretoria                                                                 | Sudafrica                                                                | 0 – 1                                                                    | Guinea                                                                   | Amichevole                                                               | -1                                                                       |                                                                          |
| 10-10-2009                                                               | Oslo                                                                     | Norvegia                                                                 | 1 – 0                                                                    | Sudafrica                                                                | Amichevole                                                               | -1                                                                       |                                                                          |
| 13-10-2009                                                               | Reykjavík                                                                | Islanda                                                                  | 1 – 0                                                                    | Sudafrica                                                                | Amichevole                                                               | -1                                                                       |                                                                          |
| 14-11-2009                                                               | Port Elizabeth                                                           | Sudafrica                                                                | 0 – 0                                                                    | Giappone                                                                 | Amichevole                                                               | -                                                                        |                                                                          |
| 16-5-2010                                                                | Nelspruit                                                                | Sudafrica                                                                | 4 – 0                                                                    | Thailandia                                                               | Amichevole                                                               | -                                                                        | 66’                                                                      |
| 27-5-2010                                                                | Johannesburg                                                             | Sudafrica                                                                | 2 – 1                                                                    | Colombia                                                                 | Amichevole                                                               | -                                                                        | 46’                                                                      |
| 31-5-2010                                                                | Polokwane                                                                | Sudafrica                                                                | 5 – 0                                                                    | Guatemala                                                                | Amichevole                                                               | -                                                                        |                                                                          |
| 16-6-2010                                                                | Pretoria                                                                 | Sudafrica                                                                | 0 – 3                                                                    | Uruguay                                                                  | Mondiali 2010 - 1º turno                                                 | -2                                                                       | 79’                                                                      |
| 22-6-2010                                                                | Bloemfontein                                                             | Francia                                                                  | 1 – 2                                                                    | Sudafrica                                                                | Mondiali 2010 - 1º turno                                                 | -1                                                                       |                                                                          |
| 12-11-2011                                                               | Port Elizabeth                                                           | Sudafrica                                                                | 1 – 1                                                                    | Costa d'Avorio                                                           | Amichevole                                                               | -1                                                                       | 90’                                                                      |
| 15-11-2011                                                               | Harare                                                                   | Zimbabwe                                                                 | 2 – 1                                                                    | Sudafrica                                                                | Amichevole                                                               | -2                                                                       | Ammonizione                                                              |
| 11-9-2012                                                                | Nelspruit                                                                | Sudafrica                                                                | 2 – 0                                                                    | Mozambico                                                                | Amichevole                                                               | -                                                                        |                                                                          |
| 19-1-2014                                                                | Città del Capo                                                           | Sudafrica                                                                | 1 – 3                                                                    | Nigeria                                                                  | CHAN 2014 - 1º turno                                                     | -3                                                                       | 32’                                                                      |
| Totale                                                                   |                                                                          | Presenze                                                                 | 24                                                                       |                                                                          | Reti                                                                     | -22                                                                      |                                                                          |

## Palmarès

### Competizioni nazionale
- Campionato sudafricano: 3

Orlando Pirates: 2010-2011, 2011-2012
Bidvest Wits: 2016-2017
- Coppa del Sudafrica: 1

Orlando Pirates: 2011
- Coppa di Lega sudafricana: 1

2011
- MTN 8: 2

Orlando Pirates: 2010, 2011